# 1934 في ألمانيا
فيما يلي قوائم الأحداث التي وقعت خلال عام 1934 في ألمانيا.

## سياسة

### انتهاء فترة المنصب
- 7 أغسطس – فرانز فون بابن نائب المستشار.

## مواليد

### يناير
- 1 يناير – ريشارد لايزنج كاتب ومؤلف ألماني.[1]
- 1 يناير – فارنر تاوبر

### فبراير
- 13 فبراير – ألكسندر كول فيزيائي ألماني.

### مارس
- 28 مارس – جونتر اهلرز فيزيائي أمريكي.

### أبريل
- 5 أبريل – رومان هيرتسوغ الرئيس السابع لجمهورية ألمانيا الاتحادية (1994-1999).[2]
- 18 أبريل – يوسف فان إس[3]

### مايو
- 6 مايو – هانز جونكيرمان دراج ألماني.

### يونيو
- 6 يونيو – شارلوته فورجيتسكي كاتبة ألمانية.
- 17 يونيو – راينر كيرش مترجم ألماني.
- 23 يونيو – إنغريد كوتر مؤلفة ألمانية.
- 28 يونيو – مايكل أرتين رياضياتي أمريكي.[4]
- 28 يونيو – يان كريست كاتب ألماني.[5]

### يوليو
- 14 يوليو – فريتز فاغنر
- 27 يوليو – روث برينكمان ممثلة أمريكية.

### أغسطس
- 30 أغسطس – إرنست فيلهلم أوتن فيزيائي ألماني.

### سبتمبر
- 19 سبتمبر – هانز-اميل شوستر عالم فلك ألماني.

### أكتوبر
- 7 أكتوبر – أولريكي ماري ماينهوف[6]

### نوفمبر
- 15 نوفمبر – مارتن بانغيه مان سياسي ألماني.[7]

## وفيات

### يناير
- 21 يناير – يوليوس بوشينجر (مواليد 1860) عالم فلك ألماني.

### مارس
- 9 مارس – فردريش ولهلم كرانزلن (مواليد 1847) عالم نبات ألماني.
- 9 مارس – فريتز فون شفيرين (مواليد 1856) عالم نبات ألماني.[8]
- 20 مارس – إيما من فالدك وبيرمونت (مواليد 1858)[9]

### يونيو
- 30 يونيو – كورت فون شلايشر (مواليد 1882)[10]

### يوليو
- 1 يوليو – جريجور شتراسر (مواليد 1892) سياسي ألماني.
- 2 يوليو – إرنست روم (مواليد 1887)
- 18 يوليو – أوتو ماير (مواليد 1901) سياسي ألماني.
- 21 يناير – يوليوس بوشينجر (مواليد 1860) عالم فلك ألماني.

### أكتوبر
- 17 أكتوبر – آرثر شوستر (مواليد 1851) فيزيائي ألماني.

### نوفمبر
- 5 نوفمبر – فالتر فون ديك (مواليد 1856) رياضياتي ألماني.
- 16 نوفمبر – كارل فون ليندة (مواليد 1842)[11]

### ديسمبر
- 5 ديسمبر – أوسكار فون هاتيير (مواليد 1857) عسكري ألماني.